# Bahnhof Lengerich (Westfalen)
Der Bahnhof Lengerich (Westfalen) ist der letzte noch im Personenverkehr betriebene Bahnhof in Lengerich (Westfalen), nachdem der Personenverkehr auf den  Stationen Lengerich Stadtbahnhof, Lengerich Personenbahnhof und Lengerich-Hohne der Teutoburger Wald-Eisenbahn (TWE) aufgegeben wurden. Er gehört zur Preisklasse 5. Bedient wird er seit 2007 von der Regionalbahnlinie RB 66, welche seit 2018 durch die Eurobahn betrieben wird, und vom RE 2 der DB.

## Bahnanlagen
Es gibt drei Bahnsteiggleise. Der Bahnhof besitzt umfangreiche Güter- und Rangiergleisanlagen, da vom angrenzenden Zementwerk gelegentlich Güterzüge abgefertigt werden und eine Übergangsmöglichkeit zur Teutoburger Wald-Eisenbahn (TWE) besteht.

## Bedienung
Im Personenverkehr halten die Linie RB 66 und seit dem 15. Dezember 2019 die Linie RE 2 (Rhein-Haard-Express).
| Linie | Verlauf | Takt   |
| ----- | --- | ------ |
| RE 2  | Rhein-Haard-Express: Osnabrück Hbf – Hasbergen – Natrup-Hagen (zweistdl.) – Lengerich (Westf) – Kattenvenne (zweistdl.) – Ostbevern – Westbevern – Münster (Westf) Hbf – (Münster-Albachten – Senden-Bösensell – Nottuln-Appelhülsen – Buldern –)* Dülmen – (Sythen –)* Haltern am See – (Marl-Sinsen –)* Recklinghausen Hbf – (Recklinghausen Süd –)* Wanne-Eickel Hbf – Gelsenkirchen Hbf – Essen Hbf – Mülheim (Ruhr) Hbf – Duisburg Hbf – Düsseldorf Flughafen – Düsseldorf Hbf * Halt nur einzelner Züge im Nachtverkehr Stand: Fahrplanwechsel Dezember 2023 | 60 min |
| RB 66 | Teuto-Bahn: Osnabrück Hbf – Hasbergen – Natrup-Hagen – Lengerich (Westf) – Kattenvenne – Ostbevern – Westbevern – Münster (Westf) Hbf Stand: Fahrplanwechsel Dezember 2021 | 60 min |

Ebenso wird der Bahnhof von vier Regionalbuslinien bedient:
| Linie | Verlauf                                                                            | Takt                               | Betreiber                   |
| ----- | ---------------------------------------------------------------------------------- | ---------------------------------- | --------------------------- |
| R41   | Lotte – Leeden – Lengerich                                                         | 60 min (Mo–Sa)                     | Regionalverkehr Münsterland |
| R45   | Ibbenbüren – Brochterbeck – Tecklenburg – Lengerich                                | 60 min (Mo–Sa), 120 min (So)       | Regionalverkehr Münsterland |
| R46   | Lengerich – Lienen (– Bad Iburg)                                                   | 60 min (Mo–Sa), 120 min (So)       | Regionalverkehr Münsterland |
| R51   | Münster (Westf) Hbf – Greven – Flughafen Münster/Osnabrück – Ladbergen – Lengerich | Unregelmäßig (Mo–Sa), 120 min (So) | Verkehrsbetrieb Weilke      |

## Umgebung und Gebäude

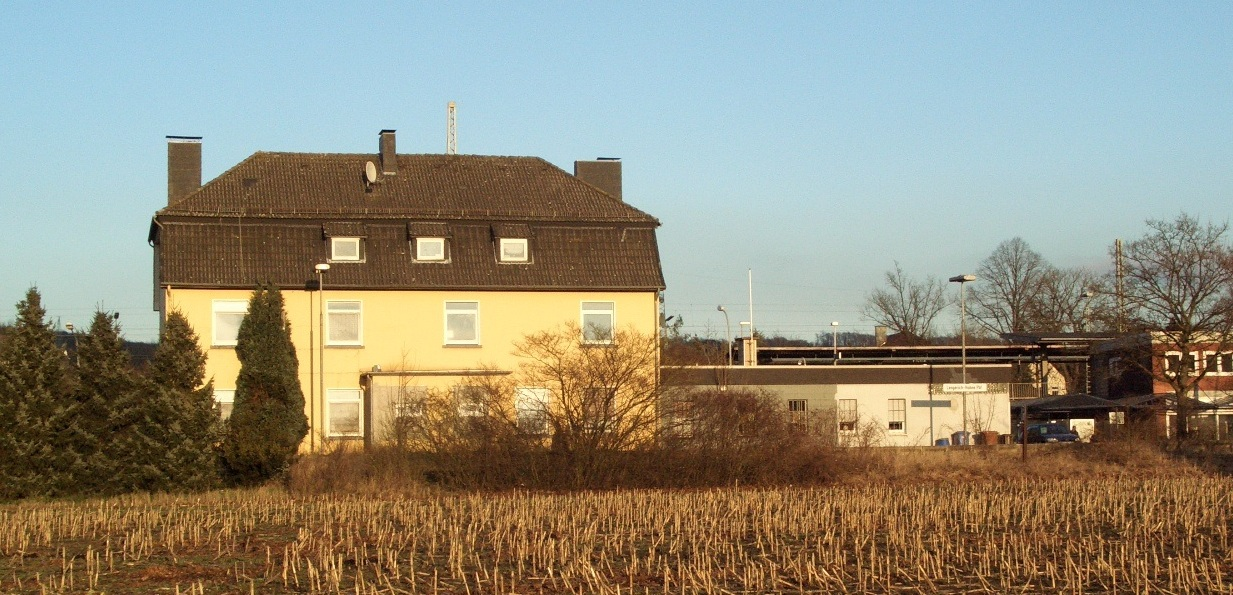
Ehemaliges Empfangsgebäude Lengerich-Hohne Pbf der TWE, dahinter liegend der DB-Bahnhof Lengerich (Westf) an der Hauptstrecke Münster – Osnabrück

Das Empfangsgebäude ist im Stil der 1960er Jahre gehalten. In ihm befindet sich ein Reisezentrum der Deutschen Bahn. Auf der gegenüberliegenden Straßenseite liegt das ehemalige Empfangsgebäude des TWE-Personenbahnhofs „Lengerich-Hohne Pbf“, das eine Shisha-Bar beherbergt.
In der Nähe befindet sich auch das TWE-Bahnbetriebswerk, von wo der Förderverein Eisenbahn-Tradition den Teuto-Express-Museumsbahnverkehr betreibt.

## Geschichte
Beim Bau der Bahnstrecke Wanne-Eickel–Hamburg waren bei Lengerich die geographischen Gegebenheiten für die Durchquerung des Mittelgebirges Teutoburger Wald mit einem Tunnel am günstigsten. Deshalb bekam die Stadt am 1. September 1871 den Anschluss an die Hamburg-Venloer Bahn der Cöln-Mindener Eisenbahn-Gesellschaft (CME). Das erste Empfangsgebäude wurde in den Jahren 1869 bis 1871 nördlich der Gleise errichtet. Mit Verstaatlichung der CME ging 1879 ging der Bahnhof an die Preußischen Staatseisenbahnen (KPEV) über, die im Zusammenhang mit dem zweigleisigen Ausbau 1880–1882 südlich der Bahnanlagen am heutigen Standort ein weiteres Empfangsgebäude errichtete. 1901 eröffnete die Teutoburger Wald-Eisenbahn (TWE) auf der gegenüberliegenden Seite der Bahnhofstraße den Lengericher Personenbahnhof.
Während des Zweiten Weltkriegs wurde der Bahnhof am 13. März 1945 Ziel eines alliierten Luftangriffes, bei dem 48 Menschen ums Leben kamen. Ein abgestellter, mit Treibstoff beladener Zug führte zusammen mit den abgeworfenen Bomben zu schweren Zerstörungen. Achsen und Räder des Zuges wurden mehrere hundert Meter weit ins Gelände des benachbarten Dyckerhoff-Werkes geschleudert, wobei auch das erste Empfangsgebäude der CME zerstört wurde. 1962 ersetzt der heute noch vorhandene Neubau das zweite Empfangsgebäude der KPEV. Seit Mai 2022 finden an dem Gebäude und Bahnsteigen umfangreiche Abriss- und Modernisierungsarbeiten statt.

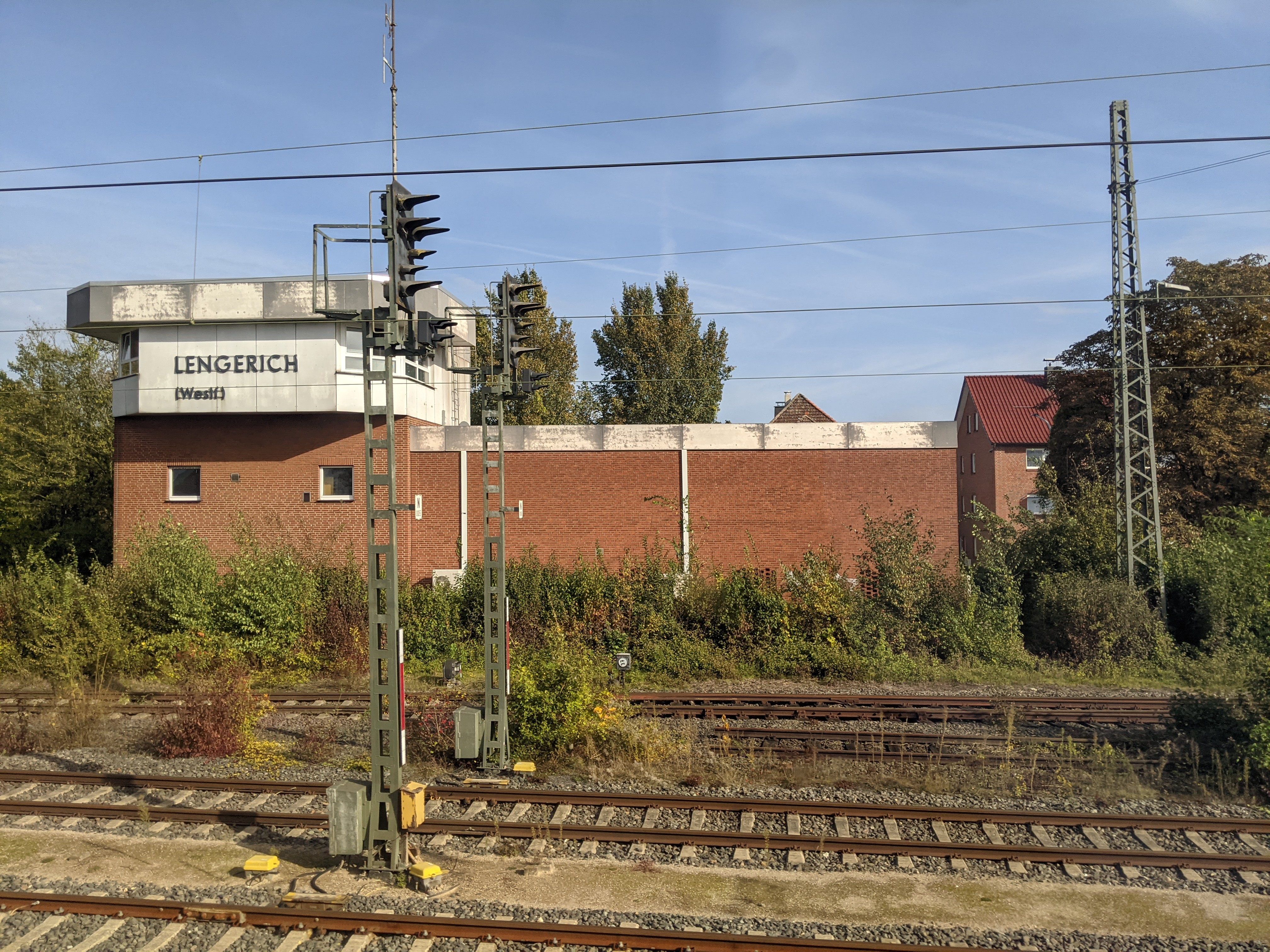
Stellwerk Lengerich

1872 wurde in Lengerich das erste Kalkwerk errichtet. Seit 1890 wird dort Zement produziert. Die ortsansässige Dyckerhoff AG sorgte für einen regen Güterumschlag. In den 1950er und 1960er Jahren war der Bahnhof ein wichtiger Übergabepunkt für den Güterverkehr zwischen Deutscher Bundesbahn (DB) und der TWE.